# Elena Guarnieri
Elena Guarnieri (Milano, 30 ottobre 1967) è una giornalista, conduttrice televisiva e autrice televisiva italiana.

## Biografia
Elena Guarnieri è nata il 30 ottobre 1967 a Milano, dalla madre Mary e dal padre Galdino. Ha un fratello, Claudio, e una sorella di nome Laura.
Ha esordito poco più che ventenne in televisione. La sua prima esperienza televisiva è stata come valletta nel programma Il gioco delle coppie condotto da Corrado Tedeschi nel 1990 e nel 1991. In seguito ha preso parte a programmi come Ciao Italia in onda su Rai 1, W le donne, Guida al campionato con Sandro Piccinini, Village e Planet in onda su Italia 1. Dal 6 ottobre 1998 è iscritta all'albo dei giornalisti professionisti.
Nei primi anni novanta ha inoltre avuto delle esperienze come attrice: ha recitato nella sitcom Nonno Felice, in cui interpretava il ruolo della maestra Tacchini del nipotino di Gino Bramieri, nella sitcom Casa Vianello con Sandra Mondaini e Raimondo Vianello e nella parodia musicale a cura di Beppe Recchia I tre moschettieri.
Ha collaborato anche con la testata giornalistica di Telepiù per cui ha condotto il telegiornale sportivo e la trasmissione Telequote con Rino Tommasi.
Dal 1996 al 2007 ha fatto parte della redazione di Studio Aperto, dove ha condotto le edizioni serali del telegiornale. Per il telegiornale di Italia 1 è stata inviata in Vaticano nei giorni della morte di Giovanni Paolo II e della proclamazione di Benedetto XVI, mentre su Rete 4 ha condotto in prima serata: Miracoli con Piero Vigorelli, Gentes, e la prima edizione di Sipario del TG4.
Da gennaio 2024 è vice direttore del TG5 di cui dal 2007 al 2012 ha condotto l'edizione delle 13:00 (prima in coppia con Luca Rigoni, successivamente da sola) e dal 2012 quella principale delle 20:00, sostituendo Cristina Parodi, passata a LA7.
È anche autrice e conduttrice di Vite straordinarie, programma in onda in prima serata su Rete 4 dal 2004 al 2011, dedicato alle biografie di personalità del passato e del presente: Diego Armando Maradona, Cassius Clay, Enzo Ferrari, Madre Teresa di Calcutta, il Generale Dalla Chiesa, Marilyn Monroe, Hitler, Mussolini, Papa Giovanni Paolo II e molti altri. Si tratta di un documentario girato in esterna sui luoghi della vita del personaggio trattato, arricchito da numerose testimonianze di persone che conoscono o hanno conosciuto il protagonista, o del protagonista stesso della puntata.
Nell'aprile 2010 ha condotto una puntata speciale di Vite straordinarie nella sera della morte di Raimondo Vianello in diretta dallo studio 5 del Centro di produzione Mediaset di Cologno Monzese, il medesimo studio in cui anni prima erano state girate le sitcom di Casa Vianello. Un altro speciale, dedicato a Sandra Mondaini, è andato in onda il 21 settembre 2010, giorno della morte dell'attrice.
L'8 gennaio 2016 ha condotto il programma Angeli in onda prima serata su Canale 5. Nel 2017 la Gazzetta di Parma la dichiara una delle nove telegiornaliste italiane che bucano lo schermo della televisione, con Laura Chimenti, Helga Cossu e altre colleghe.

## Vita privata
È stata legata per molti anni al manager di Mediaset Niccolò Querci. Dopo la separazione ha avuto un figlio, Fabio Antonio.

## Filmografia

### Attrice
- Andy & Norman – serie TV, 1 episodio (Italia 1, 1991-1992)
- Casa Vianello – serie TV (Canale 5, 1992-1993)
- Nonno Felice – serie TV (Canale 5, 1993)
- Scherzi a parte

### Video musicali
- I tre moschettieri

## Programmi televisivi
- W le donne (Rete 4, 1985-1986)
- Guida al campionato (Italia 1, 1989-1995)
- Il gioco delle coppie (Canale 5, 1990-1991)
- Ciao Italia (Rai 1)
- Village e Planet (Italia 1)
- Telequote
- Studio Aperto (Italia 1, 1996-2007)
- Miracoli (Rete 4, 1999-2001)
- Sipario del TG4 (Rete 4, 2000-2001)
- Gentes (Rete 4, 2001-2008)
- Vite straordinarie (Rete 4, 2004-2011)
- TG5 (Canale 5, dal 2007)
- Angeli (Canale 5, 2016)